# Gynoplistia kiandra
Gynoplistia kiandra är en tvåvingeart som beskrevs av Günther Theischinger 1993. Gynoplistia kiandra ingår i släktet Gynoplistia och familjen småharkrankar. Inga underarter finns listade i Catalogue of Life.